# Chaotic Beauty
Chaotic Beauty è il terzo album degli Eternal Tears of Sorrow, pubblicato nel 2000.

## Tracce
1. Shattered Soul – 3:55
2. Blood of Faith Stains My Hands – 4:34
3. Autumn's Grief – 4:56
4. The Seventh Eclipse – 4:25
5. Bride of the Crimson Sea – 5:20
6. Black Tears – 3:13
7. Tar of Chaos – 3:29
8. Bhéan Sidhe – 4:12
9. Nocturnal Strains – 5:30
10. The Flight of Icarus (Japanese edition bonus track) – 4:14
11. Coronach (Japanese edition bonus track) – 4:54
12. Nightwind's Lullaby (Japanese edition bonus track) – 5:29
13. Burning Flames' Embrace (Japanese edition bonus track) – 4:08

## Formazione
- Altti Veteläinen − voce, basso
- Jarmo Puolakanaho − chitarra
- Antti-Matti Talala - chitarra solista
- Pasi Hiltula - tastiere
- Petri Sankala - batteria